# Џони Новак
Џони Новак (4. септембра 1969. Љубљана, СР Словенија, СФР Југославија), је бивши југословенски и словеначки фудбалер.

## Каријера
Новак је био фудбалер интернационалног ранга, својим квалитетом је догурао до репрезентативне каријере и играо је за две репрезентације. Прво је играо за Југославију а после проглашења независности и за Словенију. Са Словенијом је учествовао на Европском првенству у Белгији и Холандији и на светском првенству 2002. године, које је одржано у Јужној Кореји и Јапану.

## Највећи успеси

### Партизан
- Куп Југославије (1) : 1991/92.

### Олимпија
- Првенство Словеније (2) : 1993/94, 1994/95.
- Куп Словеније (1) : 1995/96.

### Олимпијакос
- Првенство Грчке (1) : 2002/03.